# 徐徳言
徐 徳言（じょ とくげん、生没年不詳）は、中国の南北朝時代の陳の廷臣。唐の林宝の『元和姓纂』巻2によると、梁・陳の政治家、文学者で『玉台新詠』の編者として有名な徐陵の孫。徐倹の子。陳の太子舎人となり、後に隋の蒲州司功となったとある。本貫は東海郡郯県。

## 破鏡重円

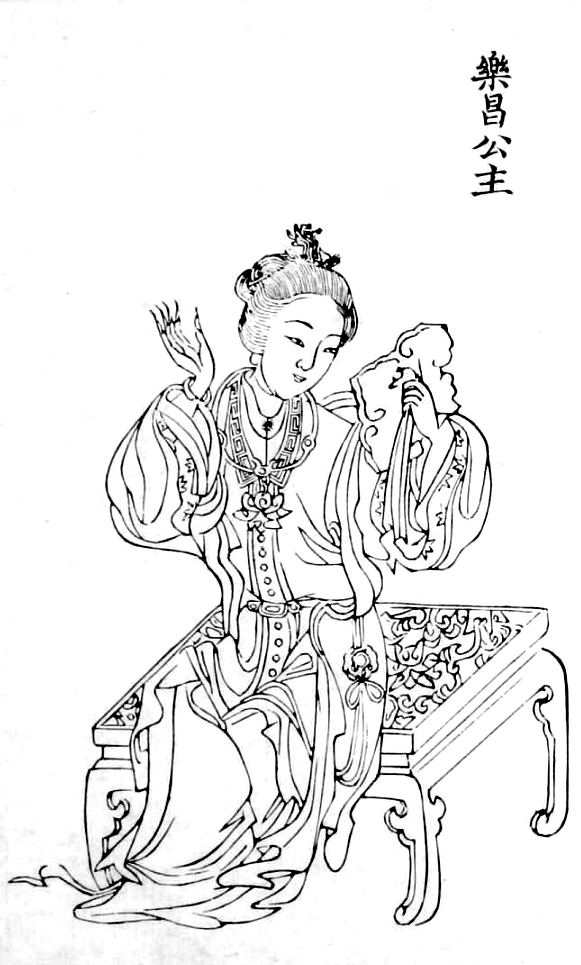
『百美新詠図伝』

唐の孟棨の『本事詩』や『太平御覧』などに紹介される物語によると、徐徳言は陳の後主の皇太子陳胤の近侍である太子舎人であり、第4代皇帝・宣帝の娘の楽昌公主を妻とし、その駙馬（女婿）になったという。
当時、陳は後主の失政により衰退しており、遠からず北朝の隋によって滅ぼされるのは明らかだった。戦乱によって妻と離ればなれになることを案じた徐徳言は、家宝である鏡を割って、片方を妻の楽昌公主に渡し、もう片方は自分が持つことにした。そして鏡を互いの再会の証として、彼女に翌年正月15日に市場に売り出すようにといって別れた。まもなく陳は隋によって滅ぼされ、公主は隋の宰相であった越国公楊素の側室となった。
徐徳言が約束通り正月15日、都の市場に行ってみると、果たして公主に渡した鏡の半分が大変な高値で売られているのを見つけた。徐徳言は鏡を売っていた商人に事情を話し、彼の持っていた鏡の半分を合わせ、鏡に詩を一首書き付け、それを楽昌公主に渡すよう頼んだ。
| 破鏡重円   |                                                       |
| 鏡与人倶去 | 鏡は人と倶に去り                                      |
| 鏡帰人不帰 | 鏡は帰るも人は帰らず                                  |
| 無復姮娥影 | 復する無し 姮娥（こうが、ここでは楽昌公主のこと）の影 |
| 空留明月輝 | 空しく留む 明月の輝                                   |

楽昌公主は渡された鏡と詩を見るや悲嘆に暮れ、食事ものどを通らないほどであった。事情を知った楊素は、徐徳言を召しだし、潔く公主を彼に返すと、2人に餞別を贈って江南に戻らせたという。この逸話により、引き裂かれた夫婦が再び結ばれることを意味する「破鏡重円」（はきょうじゅうえん、あるいは「破鏡合嘆」「破鏡合一」）の故事が生まれた。
ただし、この逸話は小説の類であり、史実としての信憑性には疑問がある。